# Escoles de la Bleda
Les Escoles de la Bleda és una obra noucentista de Sant Martí Sarroca (Alt Penedès) protegida com a Bé Cultural d'Interès Local.

## Descripció
Edifici aïllat format per un cos central, més llarg en la part posterior, i dues ales laterals, que corresponen als pisos dels mestres i a les aules, respectivament.
La façana té composició simètrica amb coronament central esglaonat, amb boles i garlandes, i portes i finestres bessones amb llinda o arc apuntat.
La coberta és a dues vessants.

## Història
Segons testimoni verbal, l'edifici va ser construït entre els anys 1924 i 1926 per Pau Guasch.